# Laphonza Butler
Pour les articles homonymes, voir Butler.
Laphonza Butler (née le 11 mai 1979 à Magnolia au Mississippi) est une stratège politique et femme politique américaine, membre du Parti démocrate, sénatrice des États-Unis pour l'État de Californie.
Présidente du comité d'action politique féministe Emily's List, elle est désignée le 1er octobre 2023 par le gouverneur de Californie Gavin Newsom pour occuper le siège de sénatrice vacant à la suite du décès de Dianne Feinstein.

## Biographie
Laphonza Romanique Butler est née à Magnolia dans l'État du Mississippi, elle est la cadette d'une famille de trois enfants. Son père décède d'une maladie cardiaque quand elle a 16 ans. Elle fréquente le lycée South Pike à Magnolia et l'université d'État de Jackson.
Laphonza Butler commence sa carrière en tant qu'organisatrice syndicale pour les infirmières à Baltimore et Milwaukee, les concierges à Philadelphie et les travailleurs hospitaliers à New Haven dans le Connecticut. En 2009, elle déménage en Californie, où elle coordonne les aides à domicile et les infirmières, et elle est élue présidente du syndicat SEIU United Long Term Care Workers, SEIU Local 2015,,.

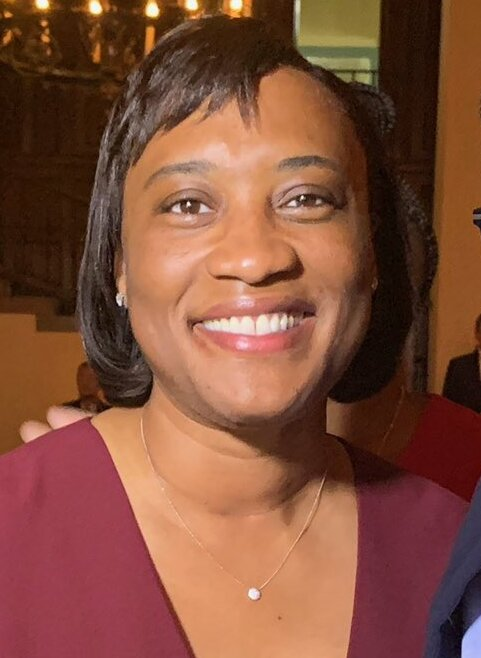
Laphonza Butler en 2023.

Laphonza Butler est élue présidente du Conseil d'État du SEIU en Californie en 2013. Elle entreprend des efforts pour augmenter le salaire minimum en Californie et augmenter les impôts sur le revenu des Californiens les plus riches. En tant que présidente du SEIU Local 2015, Butler soutient Hillary Clinton lors des primaires présidentielles démocrates de 2016.[réf. nécessaire]
En 2018, le gouverneur de Californie, Jerry Brown, nomme Laphonza Butler pour un mandat de 12 ans en tant que régent de l'université de Californie. Elle démissionne de son poste de régent en 2021.[réf. nécessaire]
En 2018, Laphonza Butler rejoint SCRB Strategies en tant que partenaire. Chez SCRB, elle joue un rôle central dans la campagne présidentielle de Kamala Harris en 2020, finalement élue vice-présidente. Laphonza Butler conseille également Uber dans ses relations avec les syndicats pendant son passage chez SCRB. Elle est connue comme une alliée politique de Kamala Harris depuis sa première candidature au poste de procureur général de Californie en 2010, lorsqu'elle l'aide à négocier le soutien du syndicat SEIU dans la course.[réf. nécessaire]
Laphonza Butler quitte SCRB en 2020 pour rejoindre Airbnb en tant que directrice de la politique publique et des campagnes en Amérique du Nord.[réf. nécessaire]
Laphonza Butler est nommée troisième présidente d'Emily's List en 2021. Elle est la première femme noire et mère à diriger l'organisation.[réf. nécessaire]

## Sénatrice des États-Unis
Le 1er octobre 2023, le gouverneur Gavin Newsom choisit Laphonza Butler pour devenir la prochaine sénatrice des États-Unis de Californie, occupant le siège laissé vacant par le décès de la doyenne démocrate du Sénat des États-Unis Dianne Feinstein, le 29 septembre 2023, et respectant ainsi sa promesse de nommer une femme noire à ce poste,,,.
Laphonza Butler prête serment le 3 octobre 2023 devant la vice-présidente Kamala Harris. Elle devient la première membre LGBT de Californie au Sénat des États-Unis et la première lesbienne noire à siéger au Sénat. Elle annonce quelques jours plus tard qu'elle ne sera pas candidate à un mandat complet lors de l'élection de 2024.
Le 8 décembre 2024, après l'élection d'Adam Schiff pour lui succéder, elle démissionne pour lui permettre de prendre ses fonctions quelques semaines avant le début du 119e congrès.

## Vie personnelle
Laphonza Butler est lesbienne. Elle et sa compagne, Neneki Lee, ont une fille. Elles déménagent dans l'État du Maryland en 2021 lorsqu'elle devient présidente d'Emily's List. Lors de sa nomination comme sénatrice de Californie, le bureau du gouverneur Newsom déclare que Laphonza Butler se réinscrirait pour voter en Californie avant de prendre ses fonctions,,,.